# Вооружённые силы Республики Корея
Вооружённые силы Республики Корея (кор. 대한민국 국군?, 大韓民國國軍?) — совокупность военных формирований Республики Корея, несущих ответственность за сохранение суверенитета и территориальной целостности государства. Состоят из сухопутных войск, военно-морских и военно-воздушных сил. Являются одними из крупнейших постоянных вооружённых сил в мире: их численность в 2024 году 500.000 человек регулярных сил и 3.100.000 человек в резерве). По состоянию на 2024 год Южная Корея имеет один из самых больших оборонных бюджетов (10-е место), достигающий 45,5 миллиардов долларов США (59,6 трлн 원), и является 7-й по мощности военной силой в мире. По количеству военных летательных аппаратов (самолётов и вертолётов) южнокорейские вооружённые силы занимали в 2019 году 5-е место в мире.
Вооружённые силы Южной Кореи были основаны в 1948 году после освобождения Кореи от власти Японской империи и образования республики.

## История

### Период формирования вооружённых сил (1945—1950)
Создание военизированных формирований («охранных отрядов национальной обороны» и «отрядов береговой охраны») в американской зоне военной оккупации началось по приказу военной администрации № 28 от 13 ноября 1945 года. В конце 1945 года при американской военной администрации был создан Департамент корейских вооружённых сил, начато строительство военно-морских и военно-воздушных баз, открыты училища для подготовки и переподготовки военных кадров.
В августе 1948 года США заключили с Южной Кореей военное соглашение, согласно которому Южная Корея предоставляла в распоряжение американского военного командования аэродромы, порты и военные сооружения в обмен на получение американского вооружения и военной техники.
Официальной датой создания южнокорейских вооружённых сил считается 30 ноября 1948 года, когда был опубликован «Закон о создании национальной армии» и введена система воинской повинности.
В 1949 году в США была принята первая программа военной помощи правительству Южной Кореи, которая предусматривала поставки американского вооружения, военной техники, а также обучение командного состава южнокорейской армии. Только в течение 1949 года США передали для южнокорейской армии вооружение и военную технику на 190 млн долларов (в том числе, 4,9 тыс. армейских грузовиков; 105 тыс. винтовок и 2 тыс. пулемётов американского образца; 2 тыс. противотанковых гранатомётов «М1 Базука»; 105-мм гаубицы М101 и др.).
В июне 1949 года находившиеся в распоряжении американской военной администрации военные объекты на территории Южной Кореи были официально переданы в распоряжение южнокорейских вооружённых сил, общая численность которых в этот момент составляла более 100 тыс. чел. (не считая 50 тыс. полицейских).
В январе 1950 года между Южной Кореей и США было заключено соглашение о создании американской «военной миссии» и института военных советников для боевой подготовки южнокорейских вооружённых сил (их общая численность в этот период составляла 500 офицеров-инструкторов).

### Вооружённые силы после окончанияКорейской войны
На момент окончания Корейской войны общая численность южнокорейских вооружённых сил составляла 650 тыс. чел.
В послевоенный период военное сотрудничество с США было продолжено и интенсифицировано.
В августе 1953 года между США и Южной Кореей был подписан «Корейско-американский договор о взаимной обороне», а в ноябре 1954 года — «Соглашение о военной и экономической помощи Южной Корее».
В июне 1966 года Южная Корея вошла в Азиатско-Тихоокеанский совет (АЗПАК).
В годы Вьетнамской войны существенно увеличились объёмы прямой военной помощи США для южнокорейской армии (в 1961—1966 гг. — 0,8 млрд долларов; в 1966—1970 гг. — 1,7 млрд долларов; в 1971—1973 гг. — 1,45 млрд долларов), кроме того, США увеличили экономические кредиты Южной Корее и передали ей ряд военных заказов.
Новый этап политики США связан с «доктриной Никсона», одной из целей которой было снижение прямого американского военного участия в военных конфликтах, практическим следствием этого стал частичный вывод (20 тыс.) американских войск с южной части Корейского полуострова. Одновременно, безвозмездная военная помощь США начала постепенно заменяться поставками военного имущества в кредит и за наличный расчёт (что обусловило рост расходов государственного бюджета Южной Кореи на военные нужды в 7,2 раза в 1970—1976 гг.).
Пентагон заключил несколько секретных соглашений: американские власти незаконно заплатили 1,7 миллиарда долларов, чтобы Южная Корея приняла участие в войне. За период 1950—1970-х годов Южная Корея получила в семь раз больше иностранной военной помощи, чем Северная Корея.
В дальнейшем, принятая в 1977—1981 годы программа развития собственного военно-промышленного комплекса предусматривала достижение Южной Кореей обеспечения потребностей в производстве всех видов вооружений, за исключением самолётов и высокотехнологичного электронного оборудования. В частности, по американским лицензиям было налажено производство боеприпасов, лёгкого стрелкового оружия, артиллерийских систем, зенитных установок «М163 Вулкан». Автомобильная промышленность наладила выпуск бронетранспортёров, судостроительная — патрульных катеров. С 1978 года южнокорейская военная промышленность начала сборку танков и вертолётов.
В 1980-е годы, при администрации Рейгана прямая американская военная и финансовая помощь Южной Корее была вновь увеличена.

## Участие в войнах и вооружённых конфликтах
Вооружённые силы Южной Кореи принимали участие в ряде приграничных вооружённых конфликтов и инцидентов на демаркационной линии с КНДР. По данным идеологизированных советских источников (не подтверждённым никакими фактами), якобы «только с января по декабрь 1949 года в районе 38-й параллели было совершено 1836 случаев вторжения и провокаций в отношении КНДР, через границу было переброшено значительное количество шпионов и диверсантов», в 1950 году провокации на границе продолжились.
С 25 июня 1950 г. участвовала в войне с Северной Кореей.

### Война во Вьетнаме (1964—1973)
Первые южнокорейские военнослужащие (группа инструкторов в составе 10 офицеров и полевой хирургический центр в составе 130 солдат и офицеров) прибыли во Вьетнам в 1964 году, а крупные боевые подразделения — осенью 1965 года. Всего в Южный Вьетнам было переброшено две пехотные дивизии («Свирепый тигр» и «Белая лошадь») и одна бригада морской пехоты («Голубой дракон»), а также отряд транспортной авиации и подразделения технических войск, которые составили самый крупный иностранный воинский контингент после американского (46 тыс. военнослужащих + 4 тыс. гражданских служащих тыловых частей).
Правительство Южной Кореи согласилось на отправку войск с условием, что США возьмут на себя их тыловое обеспечение и содержание, а также обеспечат современным оружием.
В общей сложности, в ходе войны южнокорейскими военнослужащими было убито 30 тыс. вьетконговцев.
Южная Корея вывела свои войска из Вьетнама в 1973 году — последней из стран-союзниц США. Всего через войну прошло более 300 тыс. военнослужащих, расходы на содержание южнокорейского воинского контингента составили 927,5 млн долларов США, военные потери — 3094 человек убитыми и 6051 ранеными.

### Война в Афганистане
Южнокорейский контингент был направлен в Афганистан в 2002 году. В 2007 году численность контингента составляла около 200 человек, в декабре 2007 года контингент был выведен из Афганистана. В октябре 2009 года было объявлено о решении отправить в Афганистан новый военно-гражданский контингент и в феврале 2010 года было принято решение об отправке в Афганистан 350 военнослужащих. Место дислокации южнокорейского контингента неоднократно обстреливали — только в период с 1 января до 23 июня 2011 года имели место 11 случаев, обстрелы продолжались и позднее. 10 сентября 2012 года на авиабазе Баграм артиллерийским огнём был повреждён вертолёт HH-60P Black Hawk южнокорейского контингента. По состоянию на ноябрь 2012 года, общая численность южнокорейского контингента в Афганистане составляла 350 военнослужащих, 40 сотрудников полиции и 100 гражданских специалистов.
Потери южнокорейского контингента в Афганистане составляют 2 военнослужащих убитыми: 1 южнокорейский офицер (капитан Kim Hyo-sun) был застрелен 29 января 2003 в Кабуле майором южнокорейской армии; ещё один (сержант Yoon Jang-ho) погиб 27 февраля 2007 года на авиабазе Баграм в результате подрыва смертника.

### Война в Ираке
В 2004 году численность южнокорейского контингента в Ираке составляла 3600 военнослужащих. По состоянию на 19 сентября 2007 года южнокорейский военный контингент насчитывал 1200 человек, он являлся третьим по численности в Ираке (после США и Великобритании). 18 декабря 2008 года контингент был выведен из Ирака.
Потери контингента в Ираке составили 1 военнослужащего убитым (солдат, застреленный 19 мая 2007 года). Кроме того, в Ираке были убиты по меньшей мере 4 контрактника и гражданских специалиста из Южной Кореи (30 ноября 2003 в Тикрите были убиты два сотрудника компании «Omu Electric Co.» — Kim Man Soo и Kwak Kyung Hae, ещё двое были ранены; 22 июня 2004 был убит переводчик Kim Sun Il; 16 ноября 2004 года взрывом бомбы был убит инженер компании «Taehwa Electrict Co.» по имени Jung Myeong-nam).

## Состав вооружённых сил Республики Корея
Вооружённые силы организованы по американскому образцу и состоят из следующих родов войск:
- Сухопутные войска Республики Корея
- Военно-морские силы Республики Корея
  - Корпус морской пехоты (входит в состав ВМС)
- Военно-воздушные силы Республики Кореи

Кроме того, в Южной Корее существуют независимая морская пограничная охрана и части гражданской обороны.

### Сухопутные войска
Из 500 тысяч южнокорейских военных 365 тысяч служит в СВ РК. В составе сухопутных войск есть Командование сил специального назначения.
Сухопутные войска делятся на силы центрального подчинения (прямого подчинения Генштабу), 6 армейских корпусов (АК) и Командование обороны столицы, 6 бронетанковых бригад, 3 механизированные дивизии (столичная, 8-я, 11-я), 13 пехотных дивизий, 2 отдельные пехотные бригады, 1 горнопехотная бригада, 1 аэромобильная дивизия, 1 аэромобильная бригада, 1 десантно-штурмовая бригада, 3 дивизиона ОТРК, 6 артиллерийских бригад, 1 реактивная артиллерийская бригада. 
По состоянию на февраль 2021 года сухопутные войска РК имееют следующее вооружение:
1. около 5 750 танков и боевых машин:
  - 2 221 ОБТ: 1 000 К1/K1E1, 484 K1A1/K1A2, 100 К2, 597 М48A5, 40 Т-80У
  - 540 БМП: 500 К21, 40 БМП-3
  - 2490 БТР: 1 700 К200, 200 K806/K808, 420 М113, 140 M577, 20 БТР-80, 10 MaxxPro
  - около 500 инженерных танков: 200 ‒ K1 ARV, К21 ARV, K288A1, M47; 56 K1 AVLB, 207 M9, 38 M88A1
2. 58 противотанковых самоходных установок:
  - 50 M36 (90мм)
  - 8 буксируемых M18 (76мм)
  - а также несколько тысяч ПТРК «Тоу» и 226 «Метис»
3. не менее 12 000 артиллерийских установок, буксируемых орудий и миномётов:
  - ~1 300 К9 (155-мм)
  - 1040 K55/К55А1 (155-мм)
  - около 50 K105A1 (105-мм)
  - 13 М110 (203 мм)
  - до 100 М107 (175 мм)
  - 1700 М101 и их местных модернизированных вариантов КН-178 (105-мм)
  - не менее 1 700 М114 и их местных модернизированных вариантов КН-179 (155-мм)
  - до 100 М115 (203 мм)
  - около 4 000 КМ-29 (81 мм)
  - около 2 000 М-30 (107 мм)
4. 334 РСЗО:
  - 156 K136 (130-мм)
  - 48 M270 (227-мм)
  - 10 M270A1 (227-мм)
  - около 120 K239 (239-мм)
  - а также не менее 30 ТР «Хюнму-2A/2B» (300 и 500 км) и неизвестное количество «Хюнму-3» (500 км)
  - кроме того, все РСЗО могут использоваться как ПУ для американских ТР АТАСМS

На вооружении армейской авиации находится следующая техника:
1. 96 боевых вертолётов:
  - 60 AH-1F/J Cobra
  - 36 AH-64 Apache
2. 175 многоцелевых вертолётов:
  - 130 Hughes 500D
  - 45 Hughes MD-500
3. не менее 236 транспортных вертолётов:
  - более 100 KUH-1
  - 31 CH-47D
  - 6 MH-47E
  - 87 UH-60P
  - 12 Bo-105

На вооружении войсковой ПВО состоят:
- 114 ЗРК К-SAM «Чунма»
- более тысячи ПЗРК (60 «Ред Ай» и 133 «Стингер», 350 «Джавелин», 406 «Мистраль», 50 «Игла»)
- около 500 зенитных орудий и самоходных установок (167 K30 Biho, 210 M163 «Вулкан» (20 мм), 20 GDF-003 (35 мм) и 80 L60/L70 (40 мм)).

## Современное состояние
Верховным главнокомандующим является президент страны, общее руководство вооружёнными силами осуществляет министр обороны. Оперативное руководство вооружёнными силами и стратегическое планирование осуществляет Объединённый комитет начальников штабов.
Министерство обороны Кореи является гражданской организацией, ответственной за бюджет вооружённых сил, их снабжение и кадровые вопросы.
Согласно реализуемой стратегии по противодействию военным угрозам КНДР и учащению использования ею БПЛА, 27 июня 2023 г. министерство обороны Республики Корея опубликовало указания о создании нового командования операций по борьбе с БПЛА.
Информационное агентство «Рёнхап» со ссылкой на Комитет начальников штабов вооруженных сил Республики Корея сообщило, что ВС страны провели ежегодные масштабные полевые учения «Хогук» с 16 октября по 22 ноября 2023 г. В манёврах приняли участие сухопутные войска, ВВС, военно-морские силы, а также корпус морской пехоты. Целью учений являлось повышение боеготовности и слаженности взаимодействия между видами войск. В ходе тренировок отрабатывались сценарии, которые учитывают ядерную угрозу со стороны КНДР, её ракеты и БпЛА. В манёврах также примут участие представители ВС США.
Подразделения специального назначения ВС Республики Корея 1 августа 2024 г. завершили двухнедельные учения, направленные на укрепление их возможностей по проникновению на море. Учения проходили в районе острова Анмён. В них приняли участие около 150 военнослужащих Командования специальных боевых действий сухопутных войск и около 20 единиц техники, в том числе катера для специальных операций. В ходе маневров также были мобилизованы военнослужащие береговой обороны из 32-й пехотной дивизии ВС Республики Корея.  
В ноябре 2024 года Республика Корея запустила образовательную программу по использованию самоходной гаубицы К9 и основного боевого танка К2 для военнослужащих из семи стран, включая Польшу и Румынию. Цель программы - предоставить более глубокое понимание принципов работы южнокорейских систем вооружения. В рамках программы военнослужащие пройдут обучение эксплуатации и техническому обслуживанию K9 и K2, а также проведут совместные учения с боевой стрельбой и маневрированием с южнокорейскими военнослужащими.

### Призыв
- Минимальный военный возраст вербовки: 20 лет
- Срок службы по призыву: сухопутные силы и морская пехота ‒ 18 месяцев, военно-морские силы ‒ 20 месяцев, военно-воздушные силы ‒ 22 месяца
- Доступные военные трудовые ресурсы: 12 483 677
- Полный военный персонал: 3 712 500 (на линии фронта ‒ 599 000, резервные силы ‒ 3 100 000, а также военизированные ‒ 13 500)
- Ежегодный военный бюджет:
  - 28.94 млрд долларов (2008)
  - 25.5 млрд долларов (2010)[1]
  - 28.5 млрд долларов (2011)[1]
  - 31.0 млрд долларов (2012)[28]
  - 40.1 млрд долларов (2019)[29]
  - 40.4 млрд долларов (2020)[29]
  - ~46 млрд долларов (2021)[29]
- Людские ресурсы: 23 980 000

Согласно законам Южной Кореи, все мужчины в возрасте от 18 до 35 лет должны пройти обязательную военную службу. За счет этого и поддерживается высокий численный состав и мощность Вооруженных сил. Спортсмены освобождаются от службы, если завоевали медаль любого достоинства на Олимпийских играх или стали чемпионами Азиатских игр. Для футболистов ценз составляет 28 лет, при этом игрок может вместо службы провести полгода в любом корейском клубе, а затем около двух лет отыграть за клуб Министерства обороны Республики Корея.

### Воинские звания
|                                 | Перевод                | Оригинал        | Погон           | Погон | Погон   | Погон          |
| ------------------------------- | ---------------------- | --------------- | --------------- | ----- | ------- | -------------- |
|                                 |                        |                 | Наземные войска | Флот  | Авиация | Морская пехота |
| Офицеры 장교 (將校)             | Маршал                 | 원수 (元帥)     |                 |       |         | отсутствует    |
| Офицеры 장교 (將校)             | Генерал армии          | 대장 (大將)     |                 |       |         |                |
| Офицеры 장교 (將校)             | Генерал-лейтенант      | 중장 (中將)     |                 |       |         |                |
| Офицеры 장교 (將校)             | Генерал-майор          | 소장 (少將)     |                 |       |         |                |
| Офицеры 장교 (將校)             | Бригадный генерал      | 준장 (准將)     |                 |       |         |                |
| Офицеры 장교 (將校)             | Полковник              | 대령 (大領)     |                 |       |         |                |
| Офицеры 장교 (將校)             | Подполковник           | 중령 (中領)     |                 |       |         |                |
| Офицеры 장교 (將校)             | Майор                  | 소령 (少領)     |                 |       |         |                |
| Офицеры 장교 (將校)             | Капитан                | 대위 (大尉)     |                 |       |         |                |
| Офицеры 장교 (將校)             | Лейтенант              | 중위 (中尉)     |                 |       |         |                |
| Офицеры 장교 (將校)             | Младший лейтенант      | 소위 (少尉)     |                 |       |         |                |
| Уоррент-офицеры 준사관 (准士官) | Прапорщик              | 준위 (准尉)     |                 |       |         |                |
| Сержанты 부사관 (副士官)        | Старшина               | 원사 (元士)     |                 |       |         |                |
| Сержанты 부사관 (副士官)        | Старший сержант        | 상사 (上士)     |                 |       |         |                |
| Сержанты 부사관 (副士官)        | Сержант                | 중사 (中士)     |                 |       |         |                |
| Сержанты 부사관 (副士官)        | Младший сержант        | 하사 (下士)     |                 |       |         |                |
| Солдаты 병 (兵)                 | Капрал                 | 병장 (兵長)     |                 |       |         |                |
| Солдаты 병 (兵)                 | Рядовой высшего класса | 상등병 (上等兵) |                 |       |         |                |
| Солдаты 병 (兵)                 | Рядовой первого класса | 일등병 (一等兵) |                 |       |         |                |
| Солдаты 병 (兵)                 | Рядовой второго класса | 이등병 (二等兵) |                 |       |         |                |